# كليف رايت (فنان قتال مختلط)
كليف رايت (بالإنجليزية: Cliff Wright) هو فنان قتال مختلط أمريكي، ولد في 22 يناير 1979 في آيوا سيتي في الولايات المتحدة.

## وصلات خارجية
- كليف رايت على موقع بيلاتور (الإنجليزية)
- كليف رايت على موقع شيردوغ (الإنجليزية)
- كليف رايت على موقع IMDb (الإنجليزية)